# Nicrophorus nigricornis
Nicrophorus nigricornis (лат.) — вид жуков-мертвоедов из подсемейства могильщиков.

## Описание
Длина тела 14—21 мм. Булава усиков крупного размера, целиком окрашена в однотонный чёрный цвет. Переднеспинка расширена кпереди. Надкрылья сверху, по бокам и по заднему краю в длинных торчащих рыжих волосках. Надкрылья чёрного цвета с двумя оранжевыми перевязями, эпиплевры жёлтого цвета. На плечах надкрылий имеются длинные торчащие волоски рыжего цвета. Заднегрудь и задние бедра снизу, бока брюшка и пигидий покрыты жёлтыми волосками. Вершины брюшных тергитов покрыты чёрными волосками, а в средней части тергитов имеются также пучки жёлтых волосков. Задние голени изогнуты.

## Ареал
Населяет горы Центральной и Южной Европы (на юг до Балканского полуострова), Кавказ, Закавказье (на юг до северо-востока Турции). Единичная находка вида на северо-востоке Казахстана (озеро Зайсан) требует подтверждения.

## Биология
Редко встречающий в природе вид. Является некрофагом: питается падалью как на стадии имаго, так и на личиночной стадии. Жуки закапывают трупы мелких животных в почву и проявляют развитую заботу о потомстве — личинках, подготавливая для них питательный субстрат. Из отложенных яиц выходят личинки с 6 малоразвитыми ногами и группами из 6 глазков с каждой стороны. Интересной особенностью могильщиков является забота о потомстве: хотя личинки способны питаться самостоятельно, родители растворяют пищеварительными ферментами ткани трупа, готовя для них питательный «бульон».